# 12136 Мартінрайл
12136 Мартінрайл (12136 Martinryle) — астероїд головного поясу, відкритий 24 вересня 1960 року.
Тіссеранів параметр щодо Юпітера — 3,340.